# Klimaniszki
Klimaniszki (lit. Klimoniškės; pol. także Klemeniszki, Klemanciszki) – wieś na Litwie, w okręgu wileńskim, w rejonie wileńskim, w gminie Dukszty, nad Wilią.

## Historia
W dwudziestoleciu międzywojennym zaścianek leżący w Polsce, w województwie wileńskim, w powiecie wileńsko-trockim, w gminie Mejszagoła, przy granicy z Litwą kowieńską, którą wyznaczała tu Wilia. W 1931 miejscowość liczyła 9 mieszkańców, zamieszkałych w 2 budynkach.
Po II wojnie światowej w granicach Związku Sowieckiego. Od 1991 na niepodległej Litwie.